# Tháp Białogłówka

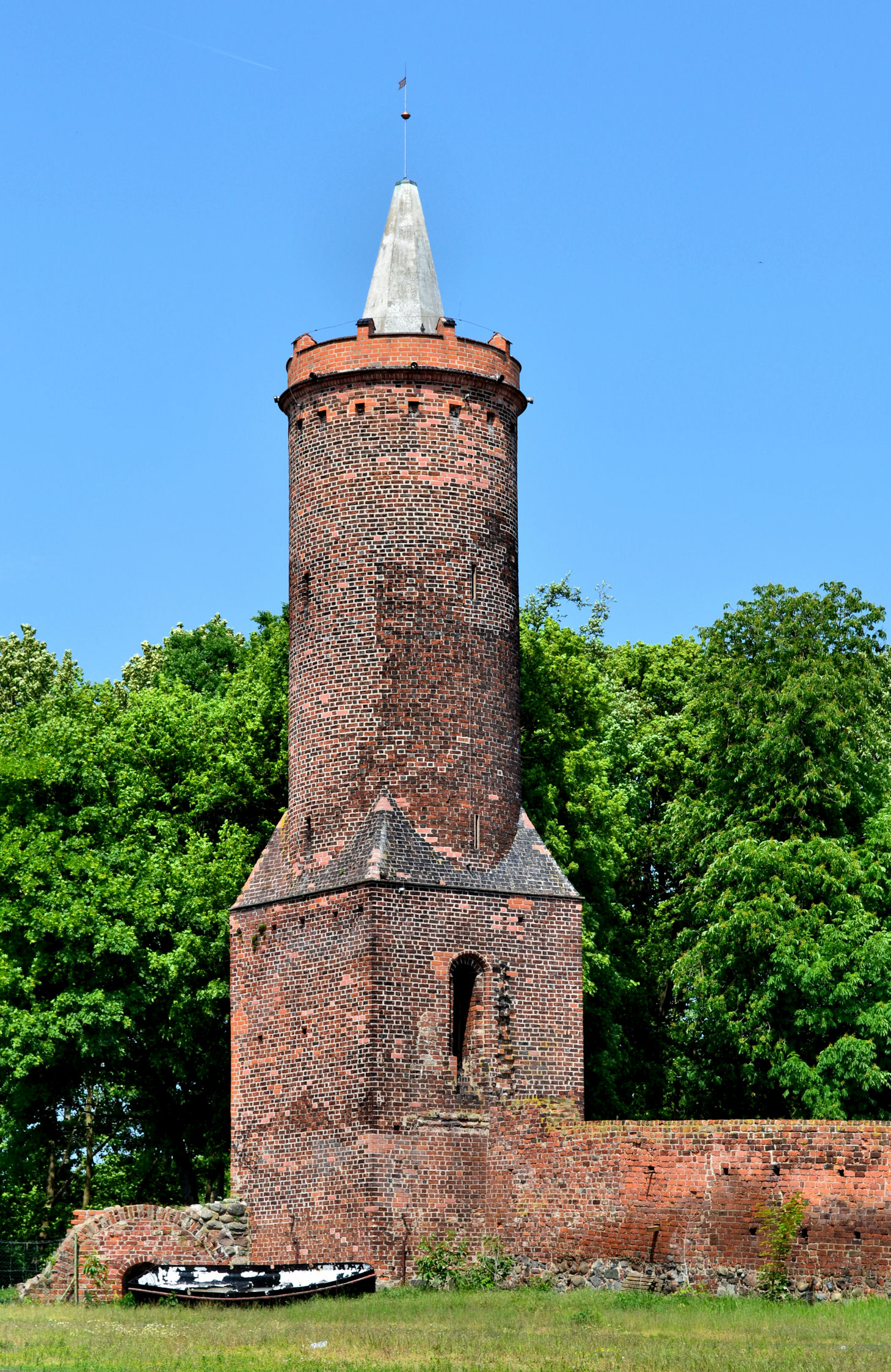
Tháp đầu trắng

Tháp Białogłówka (hay còn gọi là Tháp đầu trắng) là một tòa tháp được xây dựng vào nửa đầu thế kỷ 15, đây là một tượng đài ở thành phố Stargard. Tòa tháp được đặt ở cuối công viên Castle, gần đường Kasztelańska và đường Chrobrego, cạnh sông Ina.

## Cấu trúc
Tháp Białogłówka đã được công nhận là một di tích lịch sử vào ngày 17 tháng 9 năm 2010 theo quyêt định được ký bởi Tổng thống Ba Lan. Tòa tháp được xây lên từ hình nón lục giác, có đế hình vuông, có hình chóp úp trên đỉnh được sơn màu trắng. Độ cao của tháp là 30m. Bên trong có sáu tầng và một hầm ngục, được kết nối với nhau bằng cầu thang bộ bên trong tòa tháp. Tháp Białogłówka là một tượng đài nằm trên Tuyến đường Châu Âu của Brick Gothic.

## Truyền thuyết
Có một truyền thuyết thời trung cổ trong đó cho biết hầu hết những người đàn ông của Stargard đã chiến đấu theo lệnh của những nhà cai trị đương thời. Chỉ có một vài thợ thủ công, người già, phụ nữ và trẻ em ở lại thành phố. Trong thời gian đó, thành phố đã bị tấn công bởi những đội quân vô danh tập trung dưới tháp. Những người phụ nữ không có vũ khí để chống lại kẻ thù, họ đã nảy ra ý tưởng, đó là đun sôi nhựa đường trong những nồi hơi lớn, sau đó đổ chúng ra theo các lỗ trên tháp, bằng cách này họ đã đuổi được kẻ thù và cứu thành phố. Khi người cai trị biết chuyện, ông ta ra lệnh cho sơn đỉnh tháp thành màu trắng để vinh danh những cư dân dũng cảm, được gọi là "Tháp đầu trắng".